# Лебединский, Марк Самуилович
Марк Самуи́лович Лебеди́нский (1895, Николаев — 19 апреля 1980, Москва) — советский психиатр, медицинский психолог и психотерапевт.

## Биография
Родился и окончил гимназию в Николаеве, окончил медицинский факультет Саратовского университета в 1919, после чего работал в госпиталях Саратова и в Саратовском губернском отделе здравоохранения. Служил в рядах Красной Армии.
После демобилизации жил в Москве и с 1924 года работал в различных медицинских и психологических заведениях Москвы, а также принимал активное участие в исследованиях группы специалистов в составе так называемого «круга Выготского-Лурии». В 1930 году переехал в Харьков, столицу Советской Украины, и в 1930 гг. заведовал отделом клинической психологии в Украинской психоневрологической академии, где работал в тесном сотрудничестве с такими видными учёными как Бассин, Лурия, Выготский, Леонтьев, Гальперин, Запорожец и др. Участвовал в работе Харьковской школы психологии.
В послевоенные годы работал в Центральном институте психиатрии в Москве. В 1962 году перешёл на должность консультанта во Всесоюзный научно-исследовательский институт судебной психиатрии им. В. П. Сербского, где руководил психологической лабораторией, занимался разработкой и внедрением в лечебную практику различных методов психотерапии, особенно методов аутогенной тренировки, психотерапии с применением закиси азота, методики групповой психотерапии.

## Научный вклад
Изучал развитие высшей моторики у ребёнка, вопросы патологии речи при шизофрении и афазии, и, шире, патопсихологии. Автор первой в стране монографии «Введение в медицинскую психологию» (в соавторстве с В. Н. Мясищевым).